# Haghorst
Haghorst (in dialect: Haoghorst) is een dorp in de Nederlandse provincie Noord-Brabant en gelegen in de regio Kempen met 823 inwoners (2023). Haghorst is een ontginningsdorp, gelegen aan het Wilhelminakanaal en vormt een van de zes kernen van de gemeente Hilvarenbeek.

## Geschiedenis
Haghorst is een ontginningsdorp dat geleidelijk gegroeid is toen er grootschalige ontginningen van woeste gronden plaatsvonden. Omstreeks 1918 werden pogingen ondernomen om landbouwbedrijven te stichten in De Opslag en De Drie Huizen op de Beerse Heide. Deze pogingen leidden echter niet tot veel succes, aangezien de verkeerde landbouwmethoden werden gehanteerd. Nieuwe ontginners kwamen in 1928 en die hadden meer succes. Deze kwamen uit Gilze en wisten wel de juiste landbouwtechnieken te hanteren. Ondertussen was in 1923 het Wilhelminakanaal voltooid. Deze ontwikkelingen maakten dat bij de sluis een nederzetting ontstond die in 1930 via een verharde weg met de buitenwereld werd verbonden.
De vreemden van de hei namen binnen de gemeente Diessen een aparte positie in. Zo werd er een heuse schoolstrijd gevoerd om een openbare school te krijgen, toen in 1929 de school in Diessen een rooms-katholieke signatuur kreeg. Na lang getouwtrek zou de school er eindelijk komen, maar de Tweede Wereldoorlog verhinderde dit. Na de oorlog werd uiteindelijk in 1950 de basisschool Sint Aloysius, nu basisschool Sint Jozef, gesticht die er nog steeds is.
Ook een eigen parochie was welkom. Toestemming voor het stichten hiervan werd in 1944 verleend, en de parochie werd daadwerkelijk opgericht in 1949. De bakstenen voor de Sint-Josephkerk zijn door de boeren met paard en wagen naar de plaats van bestemming gevoerd. Het kerkje was gewijd aan Sint-Joseph. De parochie was echter klein, nauwelijks 500 zielen. De laatste pastoor overleed in 1995 op 75-jarige leeftijd. Hij bleef zo lang aan dat er geen opvolger meer zou komen. In het torentje van deze eenvoudige kerk zat een klein klokje, meer een bel. In 2004 zorgde de bevolking van Haghorst voor een luidklok van 260 kg, die in een zelfgemaakte klokkenstoel was opgehangen. De kerk van Haghorst werd in april 2013 gesloten door de teruglopende bezoekersaantallen.
Tegenover de kerk bevindt zich een beeldje van een ontginner die met een spade aan het werk is. Dit staat voor de ontginners die begonnen aan de ontwikkeling van Haghorst.
Uiteindelijk kreeg Haghorst ook nog een eigen politieke partij, de Fractie Haghorst', die zich inzette voor zaken als een eigen postcode. Dit alles verhinderde echter niet dat Haghorst, en trouwens heel Diessen, in 1997 bij de gemeente Hilvarenbeek werd gevoegd. Deze fractie is momenteel echter al opgeheven.

## Natuur en landschap
Haghorst ligt te midden van een betrekkelijk kaal heide-ontginningsgebied. Direct ten noorden van de plaats loopt het Wilhelminakanaal, waarlangs een fietspad ligt. Verder naar het westen ligt het dal van de Reusel. Deze rivier is hier echter gekanaliseerd. Het deel van de Beerse heide dat niet tot landbouwgrond is omgevormd is begroeid met naaldbos. Dit bevindt zich ten zuiden van Haghorst.

## Onderwijs
Haghorst heeft één onderwijsinstelling, die in 1950 is opgericht. Deze school heette vroeger De St. Aloysiusschool, en nu de St. Jozefschool.

## Sport
De voet- en korfbalclub van Haghorst heet EDN'56. Deze club is opgericht op 1 september 1956.

## Evenementen
Haghorst is vooral bekend vanwege het jaarlijkse evenement "Haghorst's Spektakel", waaraan zo'n 600 mensen veelal vrijwillig hun medewerking verlenen. Het "Haoghorst Spektaokel" werd voor de eerste keer georganiseerd wegens het 25-jarig jublieum van voetbalvereniging EDN '56 IN 1981 Daarbij zijn in opvolgende edities onder meer activiteiten als het Nederlands kampioenschap gazonmaaierracen, het Nederlands kampioenschap lake-jump en het Brabants kampioenschap Dorps- en Stadsomroepers en het jaarlijks terugkerende straattheaterfestival te zien geweest.
Haghorst staat verder ook bekend om "Het Stuiterbal" op carnavalsmaandag wat in 2010 begon als een klein feest met 4 aan elkaar gekoppelde carnavalswagen en 300 bezoekers, en is uitgegroeid tot een evenement van rond de 8000 bezoekers en 3 area's in 2019.
Het gehele evenement draait op zo'n 200 vrijwilligers uit Haghorst en de directe omgeving. Geheel georganiseerd voor Stichting Jumptown Haghorst.
In 2016 is het evenement voor het eerst overdekt maar helaas op last van de gemeente afgelast wegens een storm. De 6500 verkochte kaarten zijn door de verzekering aan de bezoekers vergoed.
Sinds 2015 wordt ook de EDN Blubberrun georganiseerd. Wat begon als een eenmalig mudrun-evenement door het dorp ter ere van het 65-jarig jubileum van voetbalvereniging EDN '56, groeide uit tot een jaarlijks evenement met meer als 700 deelnemers, een dienstenveiling en een feestavond.

## Naburige kernen
Moergestel, Biest-Houtakker, Diessen, Middelbeers